# Lepisorus affinis
Lepisorus affinis är en stensöteväxtart som beskrevs av Ren-Chang Ching och Wang. Lepisorus affinis ingår i släktet Lepisorus och familjen Polypodiaceae. Inga underarter finns listade.